# Thailand Open 1993
Die Thailand Open 1993 im Badminton fanden vom 4. bis zum 7. November 1993 in Bangkok statt. Die Finalspiele wurden am 7. November ausgetragen. Das Turnier hatte einen Vier-Sterne-Status im World Badminton Grand Prix.

## Sieger und Platzierte
| Disziplin    | Gold                           | Silber                          | Bronze                                   |
| ------------ | ------------------------------ | ------------------------------- | ---------------------------------------- |
| Herreneinzel | Joko Suprianto                 | Hermawan Susanto                | Heryanto Arbi                            |
| Herreneinzel | Joko Suprianto                 | Hermawan Susanto                | Ong Ewe Hock                             |
| Dameneinzel  | Susi Susanti                   | Jaroensiri Somhasurthai         | Ra Kyung-min                             |
| Dameneinzel  | Susi Susanti                   | Jaroensiri Somhasurthai         | Kim Ji-hyun                              |
| Herrendoppel | Rudy Gunawan Bambang Suprianto | Imay Hendra Dicky Purwotjugiono | Eddy Hartono Richard Mainaky             |
| Herrendoppel | Rudy Gunawan Bambang Suprianto | Imay Hendra Dicky Purwotjugiono | Pramote Teerawiwatana Sakrapee Thongsari |
| Damendoppel  | Ge Fei Gu Jun                  | Han Jingna Li Qi                | Eliza Nathanael Zelin Resiana            |
| Damendoppel  | Ge Fei Gu Jun                  | Han Jingna Li Qi                | Lin Yanfen Pan Li                        |
| Mixed        | Liu Jianjun Wang Xiaoyuan      | Chen Xingdong Sun Man           | Flandy Limpele Dede Hasanah              |
| Mixed        | Liu Jianjun Wang Xiaoyuan      | Chen Xingdong Sun Man           | Jang Hye-ock Yoo Yong-sung               |

## Finalergebnisse
| Disziplin    | Sieger                         | Finalist                        | Ergebnis    |
| ------------ | ------------------------------ | ------------------------------- | ----------- |
| Herreneinzel | Joko Suprianto                 | Hermawan Susanto                | 15-11, 15-3 |
| Dameneinzel  | Susi Susanti                   | Jaroensiri Somhasurthai         | 12-10, 11-2 |
| Herrendoppel | Bambang Suprianto Rudy Gunawan | Imay Hendra Dicky Purwotjugiono | 15-5, 15-7  |
| Damendoppel  | Ge Fei Gu Jun                  | Han Jingna Li Qi                | 15-5, 15-10 |
| Mixed        | Liu Jianjun Wang Xiaoyuan      | Chen Xingdong Sun Man           | 15-5, 15-11 |